# Западная Япония
Западная Япония (яп. 西日本, にしにほん、にしにっぽん) — термин для обозначения западной части Японского архипелага. Антоним — Восточная Япония.
Законодательно пределы Западной Японии не определены.
В узком смысле к Западной Японии относят регионы Кансай, Тюгоку и Сикоку. В широком смысле к ней причисляют также префектуру Фукуи региона Хокурикудо, а также регионы Кюсю и Окинава.
В геологии границей между Западной и Восточной Японией считается тектоническая линия Итоигава-Сидзуока.
Часто под Западной Японией понимают только регионы Кансай с центром Киото и Тюгоку с центром Хиросима, которые противопоставляются регионом Канто с центром в Токио.
Запад и восток Японского архипелага сильно отличается в традиционном быту, кухне и диалектах.
Западная Япония, в частности исторические провинции Идзумо и Инаба (в основном соответствующие современным префектурам Тоттори и Симане), является местом зарождения традиционной японской цивилизации.